# Szczecin Drzetowo
Szczecin Drzetowo egy lengyelországi vasútállomás Szczecin városban, melyet a PKP Polskie Linie Kolejowe üzemeltet.

## Szomszédos állomások
A vasútállomáshoz az alábbi állomások vannak a legközelebb:
- Szczecin Niebuszewo
- Szczecin Żelechowa

## Vasútvonalak
Az állomást az alábbi vasútvonalak érintik:
- Szczeczin–Trzebież Szczeciński-vasútvonal